# Powiat łęczyński
Powiat łęczyński – powiat w Polsce (województwo lubelskie), utworzony w 1999 roku w ramach reformy administracyjnej. Jego siedzibą jest miasto Łęczna. Na jego terytorium znaczna część Pojezierza Łęczyńsko-Włodawskiego z jeziorami, m.in.: Piaseczno, Rogóźno.
W skład powiatu wchodzą:
- gminy miejsko-wiejskie: Łęczna
- gminy wiejskie: Cyców, Ludwin, Milejów, Puchaczów, Spiczyn,
- miasta: Łęczna

## Demografia
Liczba ludności (dane z 30 czerwca 2005):
|        | Ogółem | Ogółem | Kobiety | Kobiety | Mężczyźni | Mężczyźni |
| osób   | %      | osób   | %       | osób    | %         |           |
| ------ | ------ | ------ | ------- | ------- | --------- | --------- |
| Ogółem | 57 335 | 100    | 29 111  | 50,77   | 28 224    | 49,23     |
| Miasto | 21 815 | 38,05  | 11 137  | 19,42   | 10 678    | 18,62     |
| Wieś   | 35 520 | 61,95  | 17 974  | 31,35   | 17 546    | 30,60     |

▶Wieś vs ▶miasto
Ogółem (▶k, ▶m)
Miasto (▶k, ▶m)
Wieś (▶k, ▶m)

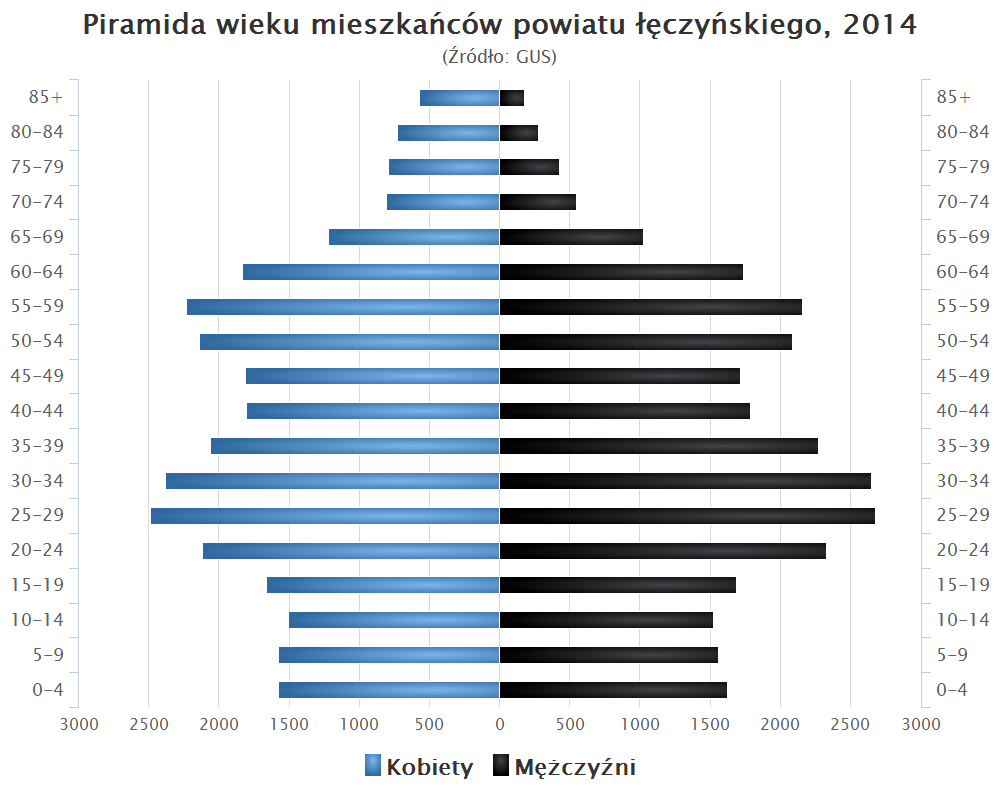
Piramida wieku mieszkańców powiatu łęczyńskiego w 2014 roku

Natomiast według danych z 31 grudnia 2019 roku powiat zamieszkiwało 57 331 osób. Natomiast według danych z 30 czerwca 2020 roku powiat zamieszkiwało 57 298 osób.

## Edukacja
Szkoły w powiecie łęczyńskim:
- Zespół Szkół Górniczych w Łęcznej
- Zespół Szkół nr 1 w Łęcznej
- Zespół Szkół w Puchaczowie
- Szkoła Podstawowa im. Jana i Kazimierza Bogdanowiczów w Nadrybiu
- Zespół Szkół w Ludwinie
- Zespół Szkół im. Natalii Nekrasz w Jaszczowie
- Zespół Szkół Rolniczych w Kijanach
- Zespół Szkół im. 7 Pułku Ułanów Lubelskich w Cycowie

## Starostowie łęczyńscy
Na podstawie źródła:
- Henryk Gański (1 stycznia 1999 – 19 listopada 2002)
- Piotr Winiarski (19 listopada 2002 – 25 listopada 2006)
- Adam Niwiński (25 listopada 2006 – 1 grudnia 2014)
- Roman Cholewa (1 grudnia 2014 – 22 listopada 2018)
- Krzysztof Niewiadomski (22 listopada 2018 – 2024)
- Daniel Słowik (2024 - nadal)

## Miejscowości
(gm. Cyców): Adamów, Barki, Bekiesza, Biesiadki, Cyców-Kolonia Druga, Kolonia Pierwsza, Garbatówka, Garbatówka-Kolonia, Głębokie, Janowica, Józefin, Kopina, Ludwinów, Malinówka, Małków, Nowy Stręczyn, Ostrówek Podyski, Podgłębokie, Sewerynów, Stary Stręczyn, Stawek, Stawek-Kolonia, Stefanów, Szczupak, Świerszczów, Świerszczów-Kolonia, Wólka Cycowska, Wólka Nadrybska, Zagórze, Zaróbka, Zosin,
(gm. Ludwin): Czarny Las, Kaniwola, Piaseczno, Rozpłucie Pierwsze, Rozpłucie Drugie, Jagodno, Rogóźno, Ludwin, Ludwin-Kolonia, Grądy, Zezulin Drugi, Zezulin Pierwszy, Zezulin Niższy, Radzic Stary, Kocia Góra, Dąbrowa, Dratów, Kobyłki, Uciekajka, Krzczeń, Dratów Kolonia.,
(gm. Milejów): Antoniów, Antoniów-Kolonia, Białka, Białka-Kolonia, Cyganka, Dąbrowa, Górne, Jaszczów, Jaszczów-Kolonia, Kajetanówka, Klarów, Łańcuchów, Łysołaje, Łysołaje-Kolonia, Maryniów, Milejów, Milejów-Osada, Ostrówek-Kolonia, Popławy, Starościce, Wólka Bielecka, Wólka Łańcuchowska, Zalesie, Zgniła Struga,
(gm. Puchaczów): Albertów, Bogdanka, Brzeziny, Ciechanki, Kolonia Ciechanki, Jasieniec, Nadrybie-Dwór, Nadrybie Ukazowe, Nadrybie-Wieś, Ostrówek, Puchaczów, Stara Wieś, Szpica, Turowola, Turowola-Kolonia, Wesołówka, Zawadów.,
(gm. Spiczyn): Charlęż, Januszówka, Jawidz, Kijany, Ludwików, Nowa Wólka, Nowy Radzic, Spiczyn, Stawek, Stoczek, Zawieprzyce, Zawieprzyce-Kolonia, Ziółków.

## Sąsiednie powiaty

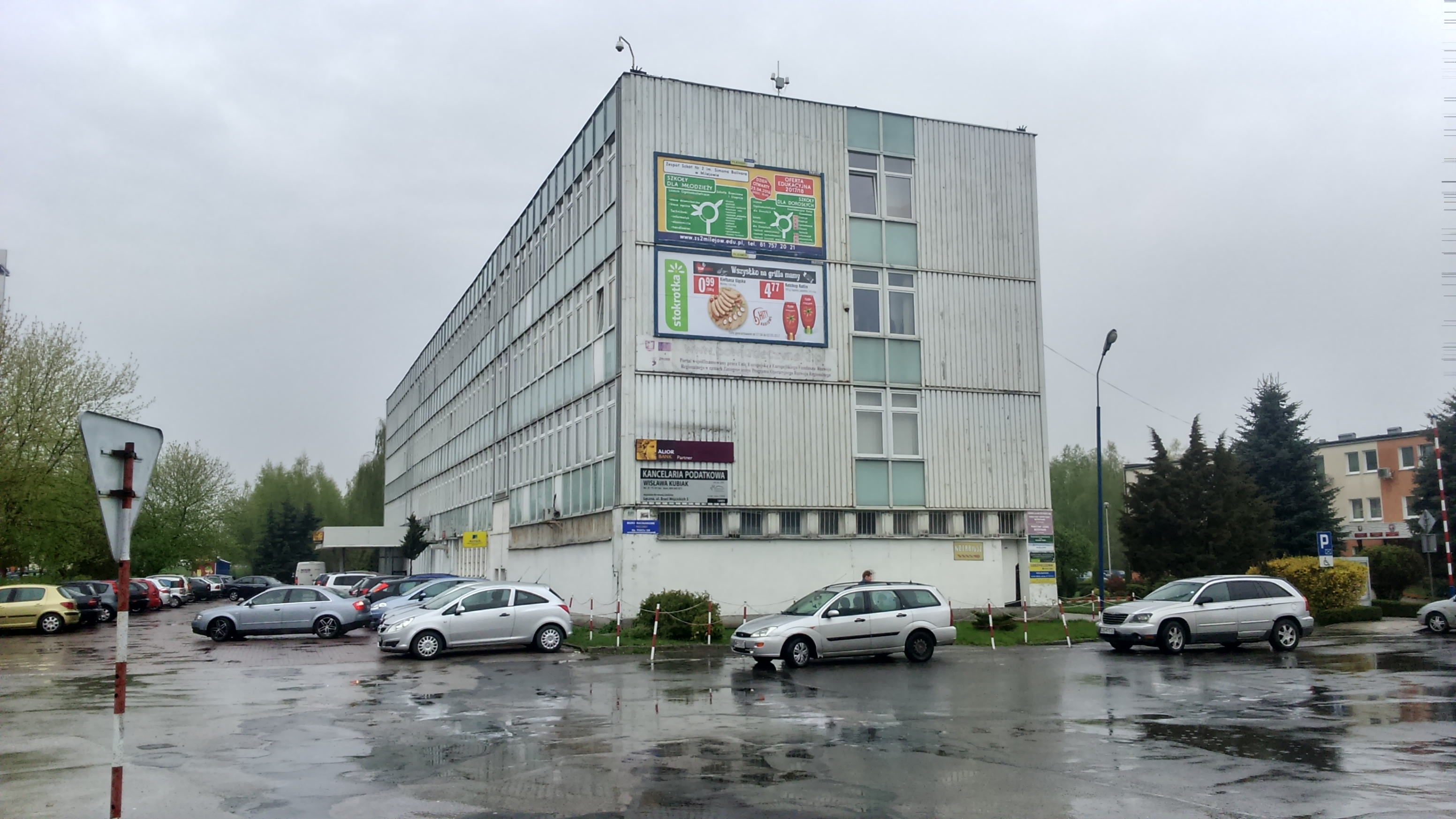
Budynek Starostwa Powiatowego

- powiat świdnicki
- powiat lubelski
- powiat lubartowski
- powiat parczewski
- powiat włodawski
- powiat chełmski